# Synosis
Synosis is een geslacht van insecten uit de orde vliesvleugeligen (Hymenoptera) en de familie Ichneumonidae.

## Soorten
- S. caesiellae Broad & Shaw, 2005
- S. clepsydra Townes & Townes, 1959
- S. dilatata Tolkanitz, 1984
- S. distincta Tolkanitz, 1986
- S. fieldi Broad & Shaw, 2005
- S. hayachinensis Kusigemati, 1968
- S. karvoneni Vikberg, 1972
- S. meridionalis Tolkanitz, 1977
- S. nakanishii Kusigemati, 1971
- S. orientalis Tolkanitz, 1984
- S. parenthesellae Broad & Shaw, 2005
- S. ugaldei Gauld & Sithole, 2002
- S. watanabei Kusigemati, 1968